# علم زيلند
علم زيلند هو علم مقاطعة زيلند في هولندا. يتألف العلم من شعار نبالة الخاص بالمقاطعة في منتصف العلم مع خلفية تتألف من خطوط عرضية متموجة باللونين الأبيض والأزرق مكونة من 4 خطوط زرقاء بينهم 3 خطوط بيضاء. اعتمد هذا العلم من قبل مجلس المقاطعة في 14 يناير 1949. 